# Bart Aerts
Bart Aerts (1976) is een Vlaams journalist. Momenteel werkt hij bij de VRT-nieuwsdienst.
Aerts studeerde criminologie aan de Universiteit Gent en volgde een masteropleiding journalistiek aan de Erasmushogeschool in Brussel. Tussen 2005 en 2010 was hij correspondent voor West-Vlaanderen bij VTM Nieuws. Sinds 2010 werkt Aert voor de VRT Nieuwsdienst.
In 2014 kon hij Herman Van Rompuy, toen voorzitter van de Europese Raad een jaar volgen. Daar werd een tweedelige Koppenreportage over gemaakt en er verscheen ook een boek: Een jaar in het spoor van Herman Van Rompuy.
In september 2023 begon hij als hoofddocent en coördinator aan de VUB, in de masteropleiding journalistiek. Vooral over het academiejaar 2024-2025 was hij zeer tevreden. 